# Opactwo Matki Bożej w Bec
Opactwo Notre Dame w Bec (fr. Abbaye Notre-Dame du Bec) – średniowieczny męski klasztor benedyktyński oliwetów w Bec-Hellouin, we Francji.

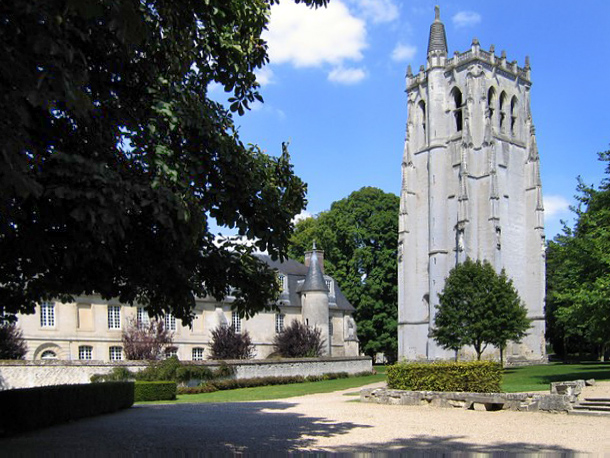
Wieża św. Mikołaja – najstarszy zachowany fragment opactwa

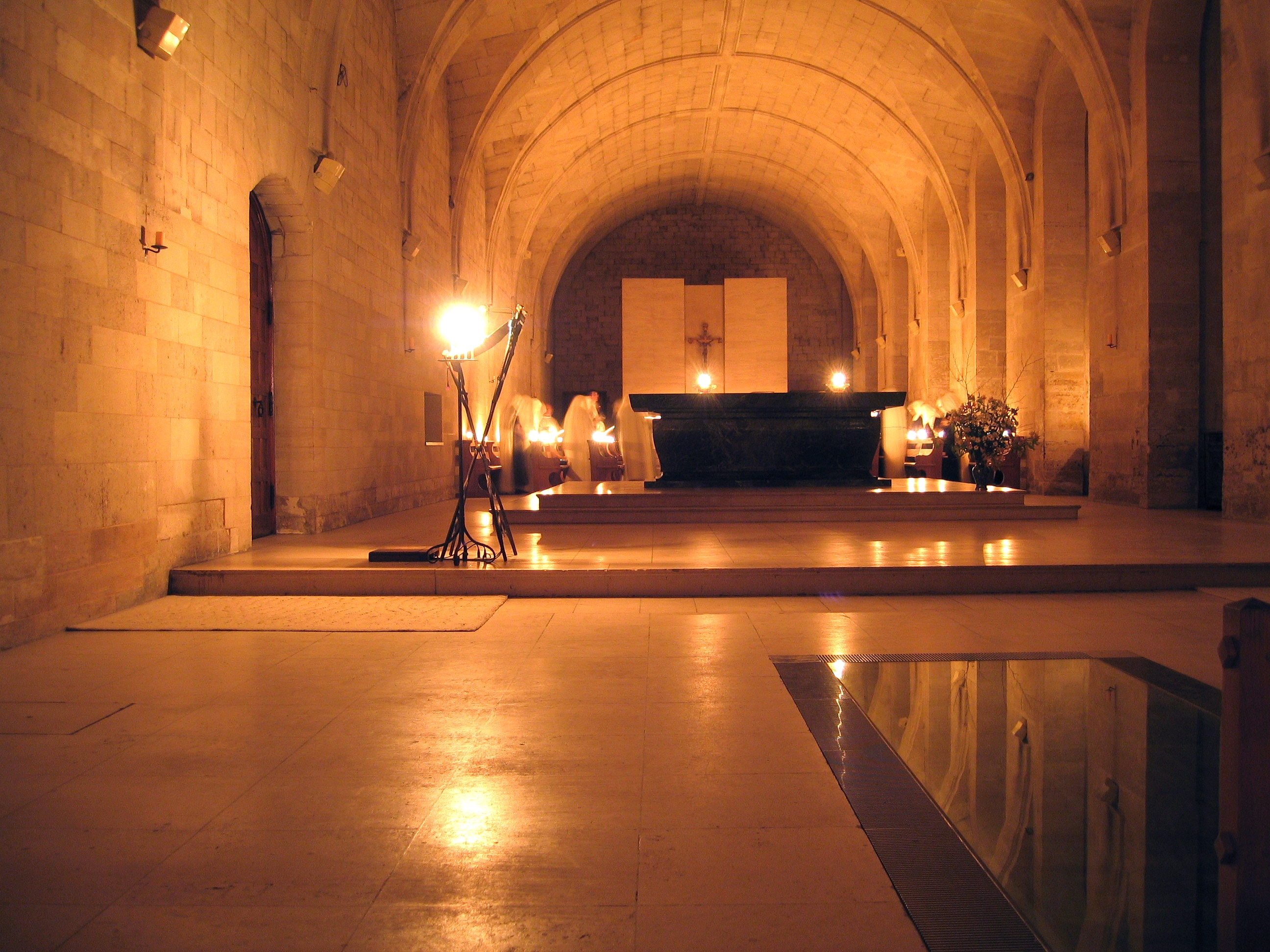
Wnętrze kościoła

## Historia
Opactwo ufundował w 1034 Herluin, jeden z rycerzy na dworze hrabiego Brionne. Po przybyciu do opactwa Lanfranka z Pawii, który stanął na czele przyklasztornej szkoły i został opatem klasztoru, a następnie Anzelma z Canterbury, Bec stało się jednym z większych ośrodków życia kulturalnego jedenastowiecznej Francji. Wymienioną szkołę ukończył papież Aleksander II, a także szereg biskupów i dostojników kościoła w kraju. Opactwo zaliczało się także do najbogatszych w kraju, jego przychody z ziem położonych w różnych regionach Francji stały się wręcz przysłowiowe. 
W czasie wojny stuletniej, mimo ufortyfikowania obiektu, opactwo zostało splądrowane przez wojska angielskie. Odbudowa, rozpoczęta w 1450, trwała blisko 70 lat. Od 1520 opactwo znajdowało się pod nadzorem królewskim i jego przełożeni byli mianowani przez samego monarchę, bez konsultacji ze społecznością zakonników. Bogactwo klasztoru jednak nie upadło; w wiekach XVI-XVIII sukcesywnie dokonywano remontów i rozbudowy kolejnych komponentów architektonicznego zespołu: kościoła, budynków gospodarskich i mieszkalnych. Życie monastyczne w Bec zostało gwałtownie przerwane w 1792, kiedy opactwo zostało zamknięte, a jego dotychczasowi mieszkańcy zmuszeni do opuszczenia obiektów. 
W 1802 opuszczone zabudowania opactwa zostały zamienione na magazyn wojskowy, zaś kościół klasztorny rozebrany na cegły. Dopiero w II połowie stulecia podjęto prace mające na celu ochronę zabytkowych zabudowań. W latach 30. XX wieku istniały plany ponownego oddania wyremontowanego budynku benedyktynom, jednak koncepcję tę udaremnił wybuch II wojny światowej, w czasie której w klasztorze rozlokowane zostało kilka jednostek wojskowych. Dopiero w 1948 do opuszczonego klasztoru, po jego wyremontowaniu, mogli wrócić zakonnicy (przybyli z Cormeilles-en-Parisis), którzy mieszkają w nim po dziś dzień. W 1949 w Bec powstała także żeńska wspólnota oblatek benedyktyńskich. 

## Architektura
Obecne opactwo jest zwartym kompleksem architektonicznym, jednopiętrowym, tworzącym zamknięty wielobok. Większość obiektów mieszkalnych pochodzi z XVII-XVIII wieku, z czasów ostatniej przedrewolucyjnej przebudowy opactwa. Wcześniejszy jest jedynie kapitularz. Nad całością dominuje gotycka wieża św. Mikołaja. Z dawnego kościoła klasztornego do naszych czasów nie zachowało się nic; obecny kościół pochodzi z lat 60. XIX wieku.